# Otterup
Otterup es una localidad danesa en la isla de Fionia. Tiene 4.999 habitantes en 2013 y es la localidad más poblada del municipio de Nordfyn, en la región de Dinamarca Meridional.
Otterup se encuentra en el norte de Fionia, a 4 km al oeste del fiordo de Odense y a 5 km al sur del Kattegat. Las localidades cercanas más importantes son Odense, 15 km al sur y Bogense, la capital municipal, 23 km al noroeste.
Su nombre significa "poblado de Ottar", donde Ottar es un nombre masculino. En la Edad Media era conocida como Ottorp.